# T.N.T. for the Brain
T.N.T. for the Brain – utwór i singel projektu Enigma z 1996 r. Singiel pochodzi z albumu "Le Roi est mort, vive le Roi!".
W tym utworze artystka Sandra na początku daje mówiący głos, a potem śpiewa chórki, z kolei Michael Cretu śpiewa tytuł utworu i wejścia, które gra na fletni Pana.
Utwór ten był jednym z czterech utworów zespołu będących na Liście Przebojów Trójki.
Natomiast pozostałe trzy utwory to "Sadeness (Part I)", "Return to Innocence" i "Beyond the Invisible".
Wstęp i koniec tego utworu jest zsamplowany z utworu "Horsell Common and Heat Ray" z musicalowej wersji "Wojny światów", której autorem był Jeff Wayne.

## Lista ścieżek
- 2-track CD single:

1. "Radio Edit" – 4:00
2. "Instrumental Mix" – 4:07

- 3-track CD single:

1. "Radio Edit" – 4:00
2. "Instrumental Mix" – 4:07
3. "Midnight Man Remix" – 5:56

- 4-track CD single:

1. "Radio Edit" – 4:00
2. "Midnight Man Remix" – 5:56
3. "Album Version" – 4:34
4. "Instrumental Mix" – 4:07

## Notowania
Wielka Brytania #60